# Tadeusz Uszyński
Tadeusz Łukasz Uszyński (ur. 18 października 1894 w Łukowie, zm. ?) – porucznik obserwator Wojska Polskiego, kawaler Orderu Virtuti Militari.

## Życiorys
Syn Romana i Mirosławy z d. Moritz. W Brześciu uzyskał maturę w tamtejszym gimnazjum i rozpoczął studia na Wydziale Prawa Uniwersytetu Kijowskiego, następnie przeniósł się na Wydział Prawa na Uniwersytecie Warszawskim. W lipcu 1917 roku wstąpił do Polskiego Korpusu Posiłkowego i został skierowany na przeszkolenie do szkoły podchorążych.
Wstąpił do odrodzonego Wojska Polskiego, otrzymał przydział do 1 pułku piechoty, następnie pracował w Sądzie Wojennym. 6 marca 1919 roku został przeniesiony do 7 pułku piechoty legionów, skąd 15 marca 1920 roku został skierowany na szkolenie w Oficerskiej Szkole Obserwatorów Lotniczych. Jako obserwator otrzymał 6 czerwca 1920 roku przydział do 1 eskadry wywiadowczej. W tym samym miesiącu, podczas lotu z sierż. pil. Antonim Katarzyńskim, jego samolot został uszkodzony ogniem przeciwlotniczym, ale załodze udało się dolecieć do terenów zajmowanych przez polskie oddziały.

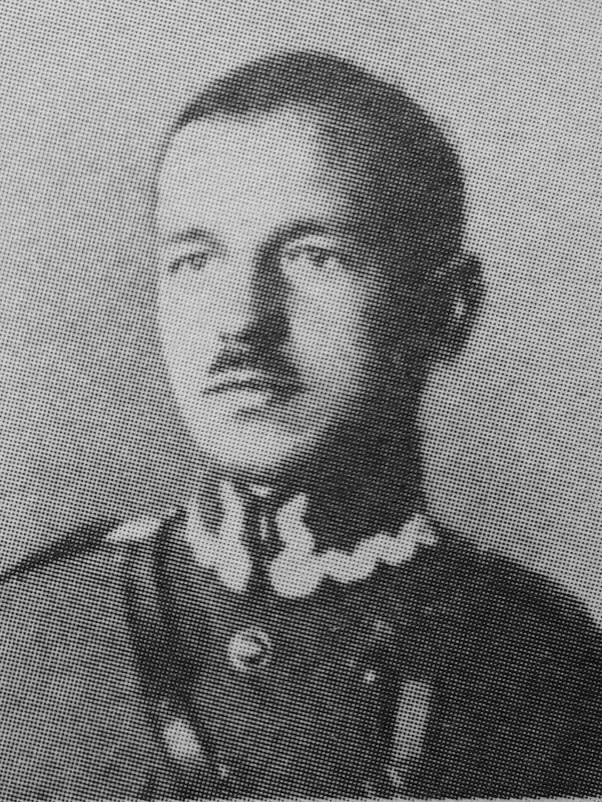
Tadeusz Uszyński ppor. pilot-obs. (1920)

8 lipca, ponownie w załodze z pil. Antonim Katarzyńskim, wykonywał lot w celu nawiązania łączności z odciętymi oddziałami gen. Lucjana Żeligowskiego. W trakcie lotu wykryli oddział Armii Czerwonej, który zaatakowali ogniem broni maszynowej. W wyniku uszkodzenia silnika byli zmuszeni lądować przymusowo w pobliżu nieprzyjaciela. Pilot podpalił uszkodzony samolot, a Tadeusz Uszyński ogniem z wymontowanego karabinu maszynowego osłonił ich odwrót do pozycji zajmowanych przez polskie oddziały.
14 sierpnia 1920 roku wykonywał loty, z ppor. pil. Stanisławem Pawluciem, wspierające natarcie 18 Dywizji Piechoty forsującej Wkrę. Wyróżnili się podczas ataków z niskiego pułapu na oddziały kawalerii Armii Czerwonej w rejonie Pułtuska. 15 sierpnia, w załodze z ppor. pil. Zbigniewem Babińskim, wykrył w rejonie Pułtuska i zmusił do zaprzestania ognia nieprzyjacielską baterię artyleryjską. W tym okresie wykonał dużą liczbę lotów, intensywność walk wymagała kilku startów dziennie. 18 sierpnia 1920 roku, pomimo trudnych warunków atmosferycznych, jego załoga była jedyną z eskadry, która wykonała postawione im zadanie.
Po zakończeniu działań wojennych został urlopowany z wojska w celu dokończenia przerwanych studiów prawniczych. W 1922 roku rozpoczął pracę w Departamentu IV Żeglugi Powietrznej Ministerstwa Spraw Wojskowych. 8 kwietnia 1924 został zatwierdzony w stopniu porucznika ze starszeństwem z 1 czerwca 1919 i 79. lokatą w korpusie oficerów rezerwy lotnictwa. Posiadał przydział w rezerwie do 1 Pułku Lotniczego w Warszawie. Jako oficer rezerwy został zatrzymany w służbie czynnej. W latach 30. był radcą ministerialnym w Ministerstwie Komunikacji.
Po II wojnie światowej mieszkał w Warszawie i pracował w Ministerstwie Komunikacji. Dalsze jego losy nie są znane.

## Ordery i odznaczenia
- Krzyż Srebrny Orderu Wojskowego Virtuti Militari nr 4423 (19 września 1922)[12]
- Krzyż Walecznych
- Złoty Krzyż Zasługi (dwukrotnie: 9 listopada 1932[11], 15 czerwca 1939[13])
- Polowa Odznaka Obserwatora nr 68 (11 listopada 1928)[14]